# Centrale hydro-électrique du Bancairon
La Centrale hydro-électrique du Bancairon s'étend sur seize kilomètres dans les Alpes-maritimes, le long des chutes d'eau de Bancairon et de la Courbaisse-Massoins, dans la Vallée de la Tinée. Consistant à étendre le bassin versant des chutes, le projet n'a été que partiellement exécuté dans les années 1920.

## Histoire

### Réalisations
Après un long chantier confié à la Société des Grands Travaux de Marseille, chargée de la construction du barrage, les premiers aménagements de la chute de Bancairon ont été mis en service en octobre 1933 pour être exploités par la compagnie Énergie électrique du littoral méditerranéen, suivis en 1938-1939 du percement du lac naturel de Rabuons, à 2 500 m d’altitude, pour en faire un réservoir d’accumulation. Le barrage du Bancairon avait été mis en chantier par l'EELM dès 1927. La concession avait été obtenue le 30 juin 1927, pour les trois chutes existantes.
À l'aval immédiat du barrage, les travaux d'aménagement de la centrale de La Courbaisse ont de leur côté été définitivement achevés en 1952, après la nationalisation d'EDFs. EDF a prévu d'équiper la chute présente entre le lac du Rabuons, situé à 2 500 mètres d'altitude, et la vallée, située 1 400 mètres plus bas. L'installation du Bancairon comporte un souterrain de 15 kilomètres.

### Projet du "Grand Bancairon"
En 1926, la compagnie Énergie électrique du littoral méditerranéen a un projet de "Grand Bancairon",
dirigé par l'ingénieur suisse Adrien Palaz et qui est destiné à produire 120 000 chevaux (88 260 kW) d'électricité. Il consiste à bâtir sur le cours supérieur de la rivière, au niveau des gorges et plus haut, des barrages et de vastes réservoirs (le Pra, Salso Moreno), qui alimenteront à Saint-Étienne-de-Tinée une grande usine hydroélectrique utilisant l’eau des réservoirs de Rabuons, Vens, Ténibres et autres lacs de montagne. Pour faciliter les travaux, on perce à flancs de montagne le « Chemin de l’Énergie », ouvrage d’art de 8 km, dominant en balcon la vallée de la Tinée de près de 1 300 mètres, taillés parfois à même la paroi, en perçant des tunnels dans le roc. Ce projet évalué à au moins 220 millions de francs, alors que la société a déjà une dette obligataire du même montant et des Capitaux propres de seulement 170 millions de francs. La société se heurte alors au Conseil général et à ses créanciers, dont le Crédit lyonnais, qui lui réclament une augmentation de capital, difficile à réaliser en raison d'une année de repli sur le marché boursier. Seule la Centrale hydro-électrique du Bancairon sera réalisée. L'autre partie est restée sans suite. Les banquiers insistèrent sur la question de la filialisation du Bancairon, en estimant que les frais d'une telle opération ne seraient pas élevés, afin de réserver l'investissement aux actionnaires acceptant une dose plus importante de risque industriel. Cette option est finalement abandonnée, d'autres banquiers proposant simplement d'augmenter les dividendes, ce qui n'est pas retenu non plus.